# 죄악의 천사들
죄악의 천사들(Les Anges Du Peche, Angels Of Sin)은 프랑스에서 제작된 로베르 브레송 감독의 1943년 영화이다. 르니 포르 등이 주연으로 출연하였다.

## 출연

### 주연
- 르니 포르
- 실비

### 조연
- 마리 엘렌느 다스테
- 루이스 사이그너
- 진 모렐

## 제작진
- 미술: 르네 르누